# Казанська духовна семінарія
Казанська духовна семінарія — навчальний заклад Російської православної церкви (безпатріаршої) з викладанням татарської мови. Семінарія готувала священно- і церковнослужителів із місіонерським профілем. Заснована 1723 та ліквідована 1921.

## Історія
У 1723 році в Казані була заснована архієрейська елементарна школа.
Положення Казанської єпархії, населеній переважно не християнами, спонукало митрополита Тихона до залучення в духовну школу дітей з недавно звернених іновірчих сімей, щоб вони після закінчення навчального закладу послужили справі освіти серед ще не звернених своїх одноплемінників.
В 1733 році слов'яно-латинська школа, завдяки діяльності архієпископа Казанського Іларіона (Рогалевського), була перетворена в семінарію за зразком Києво-Могилянської академії, що доставила сюди і перших вчителів. У ній викладалися риторика, філософія і богослов'я, а в кінці XVIII століття також історія, географія, математика і нові мови.
У 1797 році семінарія перетворена в академію з вищим богословським курсом в дусі того часу; в силу місцевих потреб викладалася тут і татарська мова.
У царювання Олександра I при діяльній участі Казанського архієпископа Амвросія (Подобєдова) в семінарію була введена нова методика викладання, схвалена для народних училищ.
В результаті реформи освіти Казанська духовна академія 21 вересня 1818 була закрита, в Казані передбачалося залишити лише тільки семінарію, зробивши її підзвітній Санкт-Петербурзькій духовній академії.
Відкриття академії знову послідувало в 1842 році, спершу в Спаському монастирі, потім в особливому заміському приміщенні.
Після революції була закрита більшовицьким режимом.

## Ректори
- Свенцицький, Василь Якович (без посади) (1723–1732)
- Герман (Барутовіч) (на посаді керуючого «семінарської конторою») (1732–1736)
- Сильвестр (Гловацький) (у званні префекта) (1736–1838)
- Димитрій (Сеченов) (1738–1740)
- Сильвестр (Гловацький) (1740–1744)
- Веніамін (Пуцек-Григорович) (6 грудня 1744–1748)
- Феофіл (Ігнатович) (1748 — вересень 1765, до 1751 — у званні префекта)
- Ієронім (Фармаковський) (1765–1767)
- Костянтин (Борковський) (1767-5 серпня 1772)
- Платон Любарський (5 серпня 1772–1787)
- Гедеон (Замицький) (1787–1792)
- Амвросій (Яковлєв-Орлин) (1792–1794)
- Сильвестр (Лебединський) (27 травня 1794–1799, з 25 липня 1797 — ректор академії)
- Антоній (Соколов) (1800–1805 (1808-?))
- Єпіфаній (Канівецький) (6 лютого 1808 — 18 березня 1816)
- Афанасій (Протопопов) (18 березня 1816 — 28 липня 1817)
- Феофан Александров (1817–1832)
- Стефан (Зілятров) (11 січня 1833-21 січня 1842)
- Платон (Фивейський) (21 січня 1842 — 3 травня 1843)
- Климент (Можаров) (9 травня 1843-25 вересня 1850)
- Варсонофій (Охотин) (31 березня 1864–1876)
- Никанор (Каменський) (1879–1891)
- Філарет (Нікольський) (1892–1895)
- Алексій (Молчанов) (7 вересня 1899–1900)
- Зеленецький Олександр Федорович (26 липня 1900-7 липня 1905)
- Михайло (Богданов) (1905–1907)
- Бєліков Василь Іванович (30 серпня 1907–1918)